# 朗科縣
朗科縣（羅馬化：Langhko District）為緬甸撣邦下轄的一个縣，其區域面積為13,553.0平方公里，2014年人口139,483人。朗科為該縣首府。

## 行政区划
朗科縣下辖3个镇区：
- 朗科镇区（Langhko Township）
- 茂梅镇区（Mawkmai Township）
- 孟班镇区（Mong Pan Township）